# Hedysarum tibeticum
Hedysarum tibeticum là một loài thực vật có hoa trong họ Đậu. Loài này được (Benth.) B.H. Choi & H. Ohashi mô tả khoa học đầu tiên năm 2003.